# Less is a bore
Less is a bore ("mindre är tråkigt") är ett uttryck inom arkitekturen och en travesti på den funktionalistiska parollen "Less is more" ("mindre är mer"). Uttrycket myntades i boken "Complexity and Contradiction in Architecture" av arkitekten Robert Venturi under 1960-talets postmodernistiska trend (storhetstiden för postmodernismen kom senare, under 1980-talet) och kan ses som ett slags antiminimalistiskt motto, där färg, form och uttryck förespråkas, istället för "den enkla formens renhet".